# 斯特凡 (利珀)
斯特凡·利奥波德·尤斯图斯·里夏德（Stephan Leopold Justus Richard，1959年5月24日—），現任利珀家族首領，前任家族首領阿尔明的独子。

## 家庭
1994年10月15日，斯特凡在代特莫尔德索姆-劳巴克伯爵奥托的幼女玛丽亚结婚，现有三子二女：
- 长子：伯恩哈德（Bernhard，1995年－）
- 次子：海因里希（Heinrich，1997年－）
- 三子：威廉（Wilhelm，1999年－）
- 长女：路易丝（Luise，2001年－）
- 次女：瑪蒂尔德（Mathilde，2003年－）

斯特凡王子一家现居住在代特莫尔德。